# Extatosoma popa
Extatosoma popa — вид палочников рода extatosoma, населяющий Новую Гвинею. Был признан отдельным видом, отличным от E. Tiaratum.

## Описание
Тропические растительноядные насекомые. Имеют ярко выраженный половой диморфизм. Для защиты используют маскировку — строение и окрас тела помогает слиться с окружающей средой.
Отличается от E. tiaratum ареалом обитания, бо́льшим количеством шипов на теле и белым "воротником" ближе к передней паре лап.